# Dúralumínium

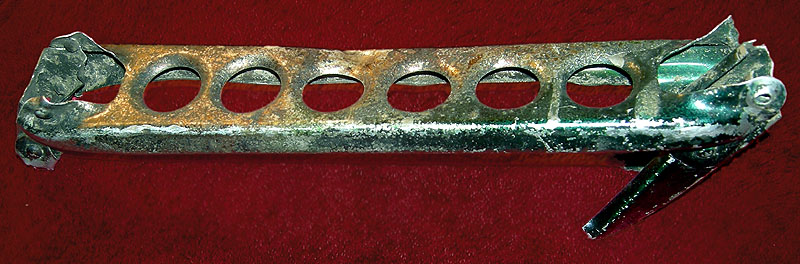
A Hindenburg dúraluminum szerkezetének egy darabja

A dúralumínium  egy alumíniumötvözet, amely 2–4,5 százalék rezet, 0,2–2 százalék magnéziumot, 0,5–1,2 százalék mangánt és 0,2–1 százalék szilíciumot tartalmaz. Kis sűrűségű, jó szilárdsági tulajdonságú, mérsékelt korrózióállóságú anyag. Az építészet mellett elsősorban a repülésben használják.
A dúralumíniumot a német Alfred Wilm fejlesztette ki a Dürener Fémművekben a 20. század első évtizedében. Az ötvözetet 1909-ben mutatták be. Találmányát 1911-ben publikálták. A dúralumínium-féleségek 3,9-4,4% rezet és 0,15-0,8% magnéziumot tartalmaztak.
Összetétele és hőkezelése hadititoknak számított az első világháborúban, később széles körben elterjedt. Először a merev szerkezetű léghajók építésekor használták, mivel könnyű és erős. Dúralumíniumot használtak fel például a Graf Zeppelin, a Hindenburg, a USS Los Angeles és a USS Akron léghajók szerkezetéhez. Repülőgépgyártásnál először 1916-ban használták fel az ötvözetet, amikor a német 
Junkers J7 törzse és szárnyai készültek dúralumíniumból.

## Fordítás
- Ez a szócikk részben vagy egészben  a   Duraluminium című angol Wikipédia-szócikk fordításán alapul.  Az eredeti cikk szerkesztőit annak laptörténete sorolja fel. Ez a jelzés csupán a megfogalmazás eredetét és a szerzői jogokat jelzi, nem szolgál a cikkben szereplő információk forrásmegjelöléseként.